# Imre Héra
Imre Héra jr (ur. 3 września 1986 w Budapeszcie) – węgierski szachista, arcymistrz od 2007 roku.

## Kariera szachowa
W szachy gra od szóstego roku życia. Pierwsze sukcesy odniósł w roku 1994: w Paks podzielił I-IV m. w mistrzostwach Węgier juniorów do lat 10, natomiast w Szeged podzielił VI m. w mistrzostwach świata juniorów w tej samej kategorii wiekowej. W 1996 ponownie podzielił I m. w mistrzostwach kraju, zaś w mistrzostwach świata na Minorce zajął V m. (oba turnieje w grupie do lat 10). W 1998 zdobył złoty medal mistrzostw Węgier juniorów w szachach szybkich, sukces ten powtarzając w mistrzostwach świata (również w szachach szybkich), rozegranych w Paryżu (oba medale w kategorii do lat 12). Zwyciężył również w międzynarodowym turnieju First Saturday (FS04 IM) w Budapeszcie. W 2000 ponownie triumfował w mistrzostwach Węgier juniorów w szachach szybkich. W następnych czterech latach z powodu nauki znacznie ograniczył starty w turniejach szachowych. W 2005 roku podzielił II m. w kolejnym turnieju First Saturday (FS10 GM) oraz podzielił IV m. w otwartym turnieju w Harkanach, wypełniając pierwszą normę arcymistrzowską. W 2006 podzielił II m. w Oberwart. Kolejny udany występ zanotował w roku 2007, zdobywając w mistrzostwach Europy (rozegranych w Dreźnie) 7½ pkt w 11 partiach (uzyskany ranking - 2702), dzięki czemu w tym samym roku otrzymał tytuł arcymistrza. Wywalczył również awans do Pucharu Świata 2007, w I rundzie przegrywając z Siergiejem Rublewskim. W tym samym roku triumfował w turnieju w Oberwart. W 2008 r. podzielił I m. w Zurychu (wspólnie z Falko Bindrichem, Attilą Czebe, Władimirem Georgijewem, Yannickiem Pelletierem i Peterem Prohaszką), natomiast w 2009 r. – w Oberwarcie (wspólnie z Dawitem Szengelią, Nikolausem Stancem i Mladenem Palacem), Triesen (wspólnie z Sebastianem Bognerem) oraz w Buchen (wspólnie z Jozsefem Pinterem). W 2010 r. zwyciężył w memoriale Ivana Cvitanovicia w Splicie. W 2011 r. zdobył srebrny medal indywidualnych mistrzostw Węgier.
Występuje w ligach w Polsce (w zespole "Rotmistrz MAT Premium" Grudziądz), na Węgrzech oraz Słowacji, gdzie dwukrotnie zdobył złote medale w drużynowych mistrzostwach tego kraju.
Najwyższy ranking w dotychczasowej karierze osiągnął 1 marca 2013 r., z wynikiem 2587 punktów zajmował wówczas 10. miejsce wśród węgierskich szachistów.

## Publikacje
- A Cutting-Edge Gambit against the Queen’s Indian, New in Chess, 2014, ISBN 978-90-5691-497-4[8]